# Cote (probabilités)
Pour les articles homonymes, voir Cote.
Dans les jeux de hasard et des statistiques, la cote, ou la chance, d'un événement (odds en anglais) est le ratio entre la probabilité que l'événement se produise et la probabilité qu'il ne se produise pas.

## Définition et lien entre cote et probabilité
La cote exprime une probabilité et réciproquement. Par définition, la cote {\displaystyle C} est égal au rapport {\displaystyle {\frac {P}{1-P}}} de la probabilité {\displaystyle P} pour que l'événement se produise et de la probabilité (qui vaut {\displaystyle 1-P}) pour qu'il ne se produise pas.
Réciproquement, la probabilité {\displaystyle P} qu'un événement se produise s'exprime en fonction de la cote {\displaystyle C} : on a  {\displaystyle P={\frac {C}{1+C}}}.
Par exemple, si {\displaystyle P=0,4}, la chance que l'événement se produise ou sa cote, au sens précédent, est de {\displaystyle {\frac {0,4}{0,6}}={\frac {2}{3}}}. 
Dans le langage courant, on dit que la probabilité de l'événement est 0,4, ou bien que la chance qu'il se produise est de 2 sur 5, ou que la cote est de 2 contre 3 en sa faveur (ou de 3 contre 2 en sa défaveur) par exemple.

## Paris
On exprime souvent la cote comme une paire de nombres où le dénominateur de la cote est ramené à 1. En particulier dans les paris et les jeux d'argent, la cote exprime le gain espéré dans le cas où l'événement sur lequel on a misé se réalise ; par exemple, une « cote de 4 contre 1 » traduit le fait qu'on gagnerait 4 fois sa mise. 
Plus une cote est basse, c'est-à-dire proche de 1, plus la probabilité que l’événement se produise est grande, et inversement.
Par exemple, lorsqu'un évènement a une cote de 2, il a alors seulement 50 % de chances de se produire. En calculant P=1/2 ont obtient 0,5. Ce résultat est multiplié par 100 pour indiquer le pourcentage, soit 50 %.
Lorsque la cote est exprimée en nombres entiers, elle représente une fréquence naturelle.
Dans une cote de 3 contre 1, pour trois paris gagnés, il y a un pari perdu. Cela représente également 3 chances sur 4 de gagner ou 75 % ou 0,75.
Cependant une cote de 1 contre 5 signifie qu'il faut jouer en moyenne six fois pour gagner, alors que la probabilité de 20 % pourrait faire croire qu'il suffirait de jouer cinq fois en moyenne pour obtenir une victoire.

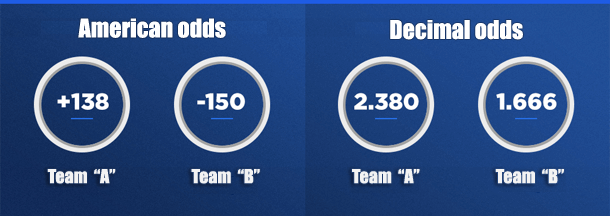
Exemple de cotes américaines (à gauche) et de cotes décimales (à droite).

On distingue la cote à fraction (par exemple 3 pour 2), la cote décimale (par exemple 1,65) et la cote américaine (par exemple -120, ou + 140).
Les cotes américaines sont propres aux bookmakers d'Amérique du Nord. Il en existe deux types : la cote négative et la cote positive. La cote négative de -120 par exemple, signifie que pour gagner 100 unités vous devez parier 120 unités. La cote positive de +180 signifie par exemple que lorsque vous pariez 100 unités et que vous gagnez, votre profit sera de 180 unités.

## Usages statistiques
En statistique, on distingue les cotes cumulées (par exemple des tranches d'âge dans une statistique) et le rapport des cotes cumulées pour les niveaux de facteurs déterminés (comme les tranches d'âge par exemple).

## Usages médicaux
En recherche médicale, la cote d’exposition peut concerner les cas du groupe expérimental (par exemple : sujets malades ou décédés) et les sujets dans le groupe témoin (par exemple : sujets non malades ou vivants).